# 宝日勒岱
宝日勒岱（1938年—）女，蒙古族，内蒙古乌审旗人，中华人民共和国沙漠治理模范、政治人物。

## 生平
18岁时，宝日勒岱见邻居家房屋被沙漠包围，乃在房后种植沙蒿并全部成活。这是在整个嘎查第一次将死沙蒿种成活沙蒿，宝日勒岱因此受到了所在人民公社的表扬。
1957年，宝日勒岱率领团员青年，在悉尼庙东侧建起一个青年林园，园内种植200株枣树苗，但因护理不得当所以全部未能成活。第三年，宝日勒岱在布日都南院以及查干呼德水井周围试验种树，部分树苗成活，但秋季山羊进入围栏啃光了树皮，大部分树苗死亡。宝日勒岱总结经验，开始重视建设及保护围栏。1961年，宝日勒岱发动各家各户在家里种树，有两户在家中院子种树，成活率很高。宝日勒岱顺势把水井边和院子里的树转到沙丘上，并用牛粪压住树根挡风，还设了沙蒿风障。
宝日勒岱派人轮流守护树苗，又组织挖简易壕，但这些措施对保护树苗的效果并不好。后来用草坯或者沙柳筑成围墙，获得良好效果，从而将草原建设推至新阶段。宝日勒岱还创造性运用“穿靴戴帽”、“前挡后拉”等治沙方法，把沙丘改造成了乔（木）、（灌）木、草三结合的人工草场，先后固定17万亩流动沙丘，兴建草库伦63000余亩（围墙总长500余里），配置43000余亩防风固沙林及用材林，引起了中华人民共和国全国的关注，被视为草原建设的创举。
后来，宝日勒岱担任布日都大队党支部书记。1965年，她怀着大女儿，却从不耽误劳动，孩子出生32天她就下地，背着孩子参加队里劳动。此后她历任中共乌审召公社党委书记、中共乌审旗委书记。1971年至1977年，任内蒙古自治区革命委员会副主任。1975年至1982年，任中共内蒙古自治区党委书记（当时设有第一书记）。但她一直坚持在乌审旗基层劳动。直到1977年，组织上派人来到乌审旗接她去担任自治区党委书记的当天，她还在西沙梁地里植树。
1980年，宝日勒岱任中共阿拉善盟委副书记。到任后便深入基层调查研究，跑遍了阿拉善盟95%以上的苏木（乡）、嘎查（村）。1980年春，深入巴丹吉林沙漠深处的巴丹吉林嘎查调查研究，成为第一位来到巴丹吉林嘎查的阿拉善盟领导。
1979年至1983年，宝日勒岱任内蒙古自治区人大常委会副主任。1983年，任内蒙古自治区政协常委。2003年退休。
宝日勒岱曾任第四、第五届全国人大常委会委员，中共第九、十、十一届中央委员会委员。